# 위윈시우

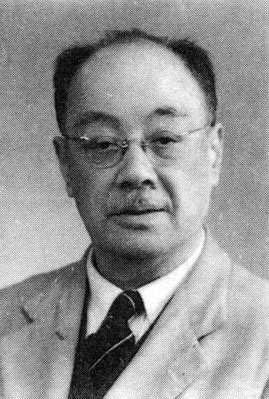
위윈시우

위윈시우(余雲岫, 1879년 9월 14일 ~ 1954년 1월 3일)는 중화민국의 의학자다. 휘는 얀(巖), 윈시우는 자, 호는 바이지(百之). 중화민국 의학계의 대표적인 근대화론자로 중의학의 철폐를 지향한 강경한 서양근대의학 옹호자였다.
위윈시우는 절강성의 가난한 집에서 태어났다. 1901년(광서 27년) 난쉰의 심계공학에서 공부했다. 1903년(광서 29년) 상하이 등충고급중학에서 교원으로 일했다.
1905년(광서 31년) 일본으로 유학을 갔다. 오랜 빈곤으로 인해 결핵에 걸렸다. 도쿄 이과대학에 입학하고 동시에 장병린의 국학강습회에 다녔다. 1908년(광서 30년) 오사카 의과대학으로 가서 의학을 공부하기 시작했는데 이때 30세였다. 1911년(선통 3년) 10월 중국에서 우창 봉기가 일어났다. 동년 11월 위윈시우는 일본인 의대생들이 조직한 적십자단과 함께 상해로 귀국한 뒤 난징으로 가서 혁명군에 합류했다. 12월 적십자를 따라 섬서성으로 가서 의료봉사를 했다.
1912년(민국 1년) 7월 베이징 사범학교 학감으로 재직했다. 1913년(민국 2년) 봄 다시 도일하여 공부를 계속했고, 1916년(민국 5년) 여름 오사카 의대를 졸업했다. 위윈시우는 1908년에서 1916년 사이 일본 유학기간 동안 혁명 참여를 위해 귀국한 1911년 한 해를 제외하면 한 번도 결석을 하지 않았다. 위윈시우는 일본의 메이지 유신에 큰 감명을 받았고, 일본의 근대화 조류를 따라 동양 전통의학인 한방의학을 배척하게 되었다. 위윈시우는 젊어서 배운 한방과 일본에서 배운 양방을 비교해 보고 한방이 압도적으로 열등하다는 결론을 내렸다. 그래서 민국혁명이 일어난 것과 같이 자신은 의학계에서 한방을 몰아내는 혁명을 향도하기로 마음먹고 그것을 숙원사업으로 삼았다.